# Dante Morandi
Dante Morandi, né le 24 février 1958, est un coureur cycliste italien. Professionnel de 1979 à 1988, il a remporté une étape du Tour d'Italie. 

## Palmarès sur route

### Palmarès amateur
- 1976
  - Coppa Ciuffenna
- 1977
  - Gran Premio Comune di Cerreto Guidi
- 1978
  - Gran Premio Vivaisti Cenaiesi
  - Coppa Caduti Sant'Allucci
  - 2e de Florence-Viareggio

### Palmarès professionnel
- 1980
  - 4e étape du Tour d'Italie
  - 3e de Tirreno-Adriatico
- 1985
  - 3e de Milan-Turin

## Résultats sur le Tour d'Italie
10 participations
- 1979 : 76e
- 1980 : 78e, vainqueur de la 4e étape
- 1981 : 101e
- 1982 : 94e
- 1983 : 138e
- 1984 : 126e
- 1985 : abandon
- 1986 : 140e
- 1987 : 133e
- 1988 : 125e

## Palmarès sur piste

### Championnats du monde
- Besançon 1980
  - 8e de la course aux points

### Championnats du monde juniors
- 1975
  -  Médaillé de bronze de la poursuite par équipes juniors
- 1976
  -  Médaillé d'argent de la poursuite par équipes juniors

## Palmarès en cyclo-cross
- 1982-1983
  - 3e du championnat d'Italie de cyclo-cross